# Sampo (film)
Sampo (Russisch: Сампо) is een Fins-Russische film uit 1959, losjes gebaseerd op de gebeurtenissen uit de Finse epos Kalevala. Een zwaar bewerkte versie werd later onder de titel The Day the Earth Froze uitgebracht in Amerika.

## Verhaal
De mensen van Kalevala zijn een vredelievend hardwerkend volk. Ze hebben alles wat ze nodig hebben, en willen de mystieke Sampo; een magische molen die de eigenaar alles kan geven. De enige die een Sampo kan maken is de smid Ilmarinen, maar hij kan deze niet maken totdat zijn zus Annikki verliefd is geworden. Zij valt uiteindelijk voor de hardwerkende Lemminkäinen.
Ondertussen wil de heks Louhi, die over het land Pohjola heerst, ook een Sampo, maar haar tovenaars zijn niet in staat er een te maken. Ze krijgt het advies om Ilmarinen om hulp te vragen. Ze brengt Annikki naar Pohjola als onderpand. Lemminkäinen vertelt Ilmarinen dat zijn zus is gevangen, en zweert haar terug te zullen halen. De twee vertrekken per boot naar Louhi.
Bij Louhi moeten de twee elk een taak uitvoeren. Ilmarinen’s taak is om een Sampo te maken. Nadat hij dit heeft gedaan worden Lemminkäinen en Ilmarinen herenigd met Annikki, en vertrekken weer naar Kalevala. Onderweg krijgt Lemminkäinen bedenkingen over wat ze hebben gedaan, en zwemt terug naar Pohjola om de Sampo terug te halen.
Terug in Pohjoloa gebruikt Lemminkäinen de dichte mist die het land bedekt in zijn voordeel om de Sampo te stelen. Louhi laat echter een storm opsteken die Lemminkäinen’s boot en de Sampo vernietigd. Lemminkäinen slaagt erin terug te zwemmen naar Kalevala met een klein onderdeel van de Sampo. Louhi is echter nog niet klaar met haar wraak, en steelt de zon van Kalevala.
In de climax van de film Lemminkäinen nog eenmaal naar Pohjola om de zon terug te halen en Louhi te verslaan.

## Rolverdeling
| Acteur              | Personage              |
| ------------------- | ---------------------- |
| Andris Ošiņš        | Lemminkäinen           |
| Eve Kivi            | Annikki                |
| Anna Orochko        | Louhi                  |
| Ivan Voronov        | Ilmarinen              |
| Urho Somersalmi     | Väinämöinen            |
| Ada Vojtsik         | Mother of Lemminkäinen |
| Georgi Millyar      | Sorcerer               |
| Mikhail Troyanovsky | Soothsayer             |
| Marvin Miller       | Narrator (U.S. versie) |

## Achtergrond
De Finse en Russische versie werden apart van elkaar opgenomen en sommige scènes zijn bij beide versies vanuit verschillende camerahoeken opgenomen. De Finse versie is ongeveer 5 minuten korter dan de Russische, laat sommige scènes en Elias Lönnrot buiten de film, maar bevat wel meer close-ups. De acteurs spraken echter Fins in de film, hetgeen in de Russische versie is nagesynchroniseerd.
De Amerikaanse versie van de film is 24 minuten korter dan de originele versie. Derhalve werden veel scènes eruit geknipt. Ook werden bij de aftiteling Finse en Russische namen vervangen door goedklinkende Engelse. Zo werd Ptoesjko vermeld als 'Gregg Sebelious', Andris Osjin als 'Jon Powers' en Eve Kivi als 'Nina Anderson'.
De film werd bespot in aflevering 422 van de cultserie Mystery Science Theater 3000 onder de titel The Day the Earth Froze.